# La Cabral
La Cabral es una localidad argentina ubicada en el departamento San Cristóbal de la provincia de Santa Fe. Se encuentra sobre la ruta provincial 2, 25 km al norte de San Cristóbal.
El agua de la población llega de una perforación. En 2002 La Cabral era el pueblo más pobre del departamento.

## Población
Cuenta con 249 habitantes (Indec, 2010), lo que representa un incremento del 27,8% frente a los 126 habitantes (Indec, 2001) del censo anterior.
| Gráfica de evolución demográfica de La Cabral entre 1991 y 2010 |
|                                                                 |
| Fuente: Censos nacionales del INDEC                             |